# Brington (Cambridgeshire)
Brington is een dorp in het district Huntingdonshire, in het Engelse graafschap Cambridgeshire. Het dorp ligt in het district Huntingdonshire en telt ca. 415 inwoners. Brington maakt deel uit van de civil parish Brington and Molesworth.